# 瓦加
瓦加，是印度與巴基斯坦兩國邊界上唯一有道路相連接的地點，位在印度旁遮普邦阿姆利則與巴基斯坦旁遮普省拉合爾城市之間。
瓦加原本是一個村落，於1947年8月印巴分治時，用以作為兩國邊界的雷德克里夫線從中而過，因而分屬獨立兩國，東半部屬於印度，西半部屬於巴基斯坦 ，許多來自印度的移民也經由本邊境進入巴基斯坦。此地舉行的「瓦加-雅達瑞邊界降旗典禮」相當著名而熟為人知 。

## 瓦加-雅達瑞邊界降旗典禮

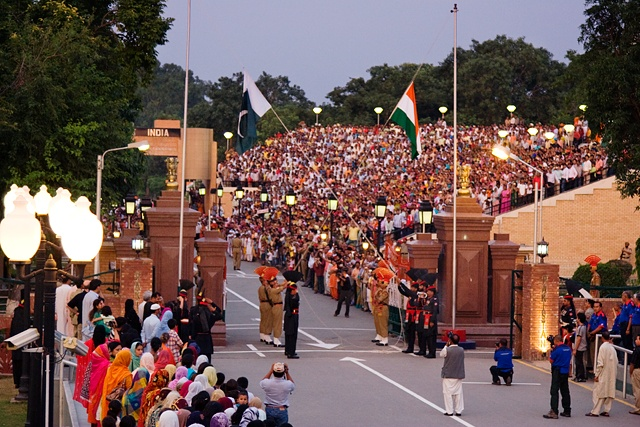
印度與巴基斯坦的邊界降旗典禮

自1959年起，兩國邊界衛兵會在日落時同齊舉行各自的降旗典禮，以鮮明的服飾及具有挑釁意味的誇張動作而聞名於世 。
因為日復一日表演踢正步的行為，如此長期舉腿過頭再重踏地面的結果，已對雙方衛兵們的下半身造成傷害。於是在2010年7月，由印度主動提案減緩儀式動作，並獲得了巴基斯坦的認同 。
2014年11月，印巴邊界發生自殺攻擊事件，雙方決定暫停每日閱兵儀式，也是兩國自爆發1971年印巴戰爭以來，首次取消閱兵典禮。
而為了建立雙邊良好關係，印度邊境安全部隊（BSF）有在特殊節日安排與巴基斯坦遊騎兵交換甜食的傳統，但若是在雙方情勢緊張時期，活動則會喊卡，例如2016年的排燈節、2018年的印度第69個共和国日 。

## 相關畫廊

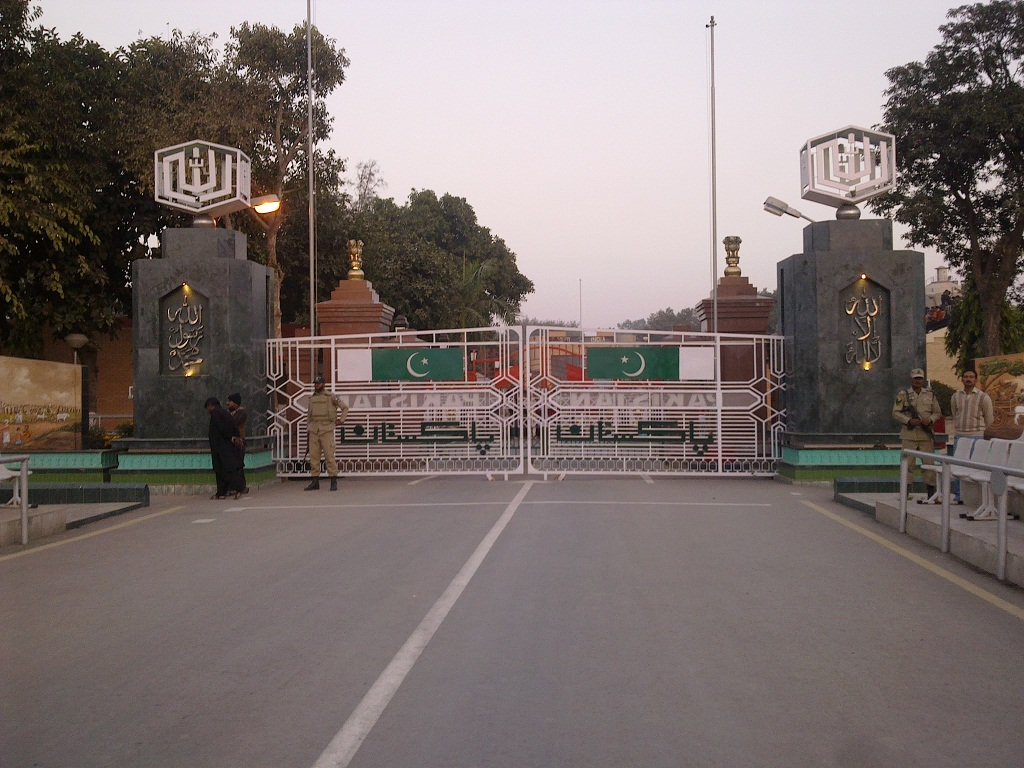
巴基斯坦的邊境大門
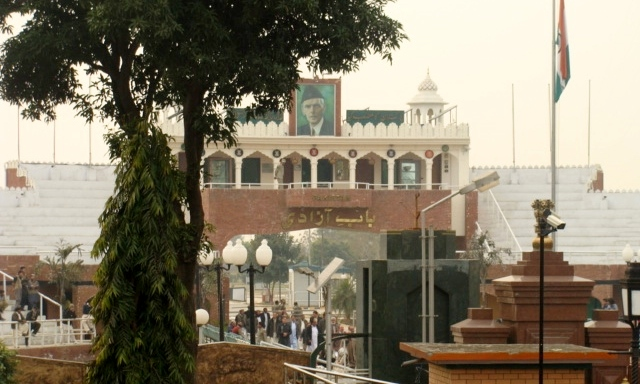
巴基斯坦的邊境建築，上方掛著穆罕默德·阿里·真納的照片
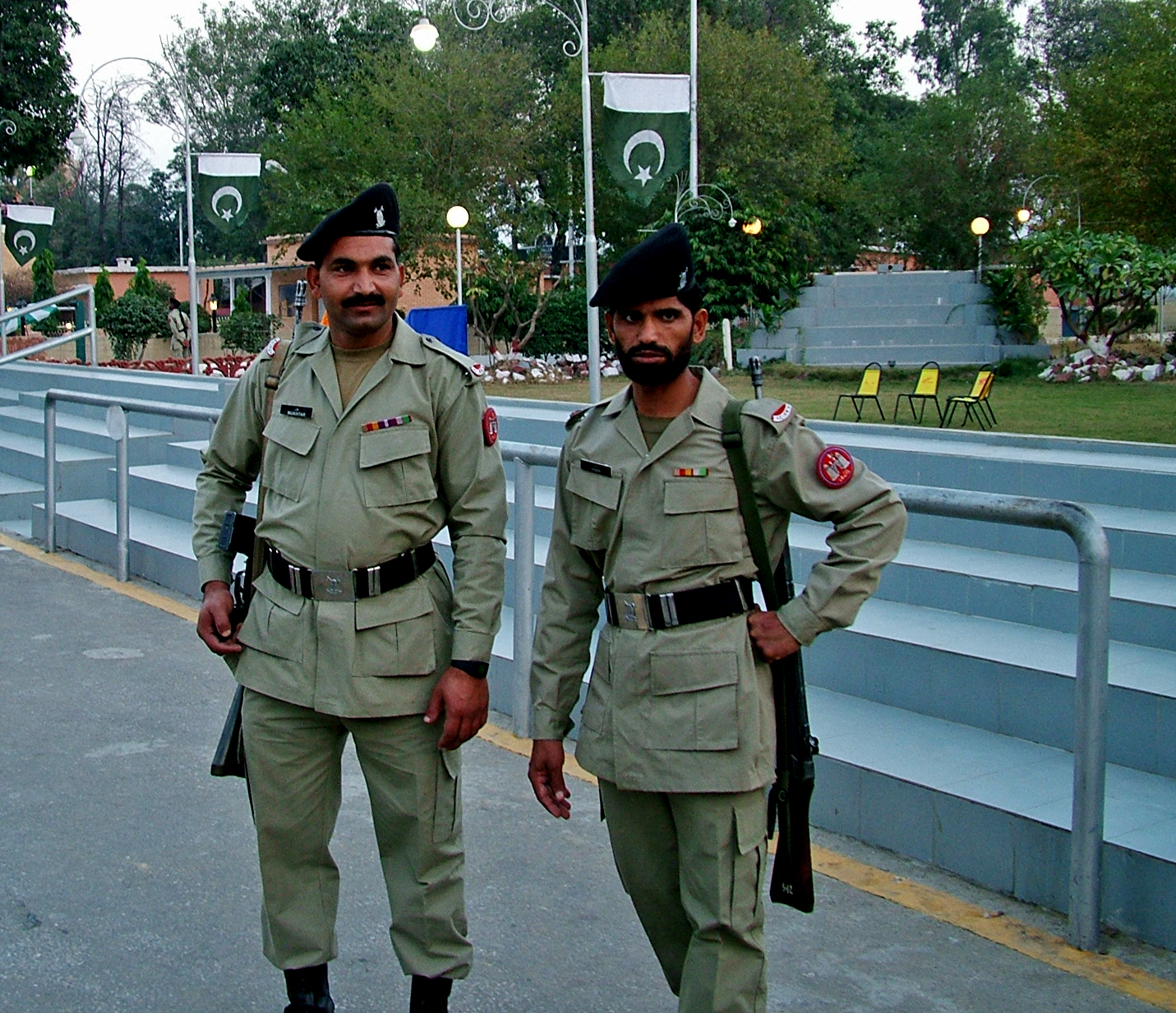
駐守於瓦加的巴基斯坦遊騎兵（英语：Pakistan Rangers）
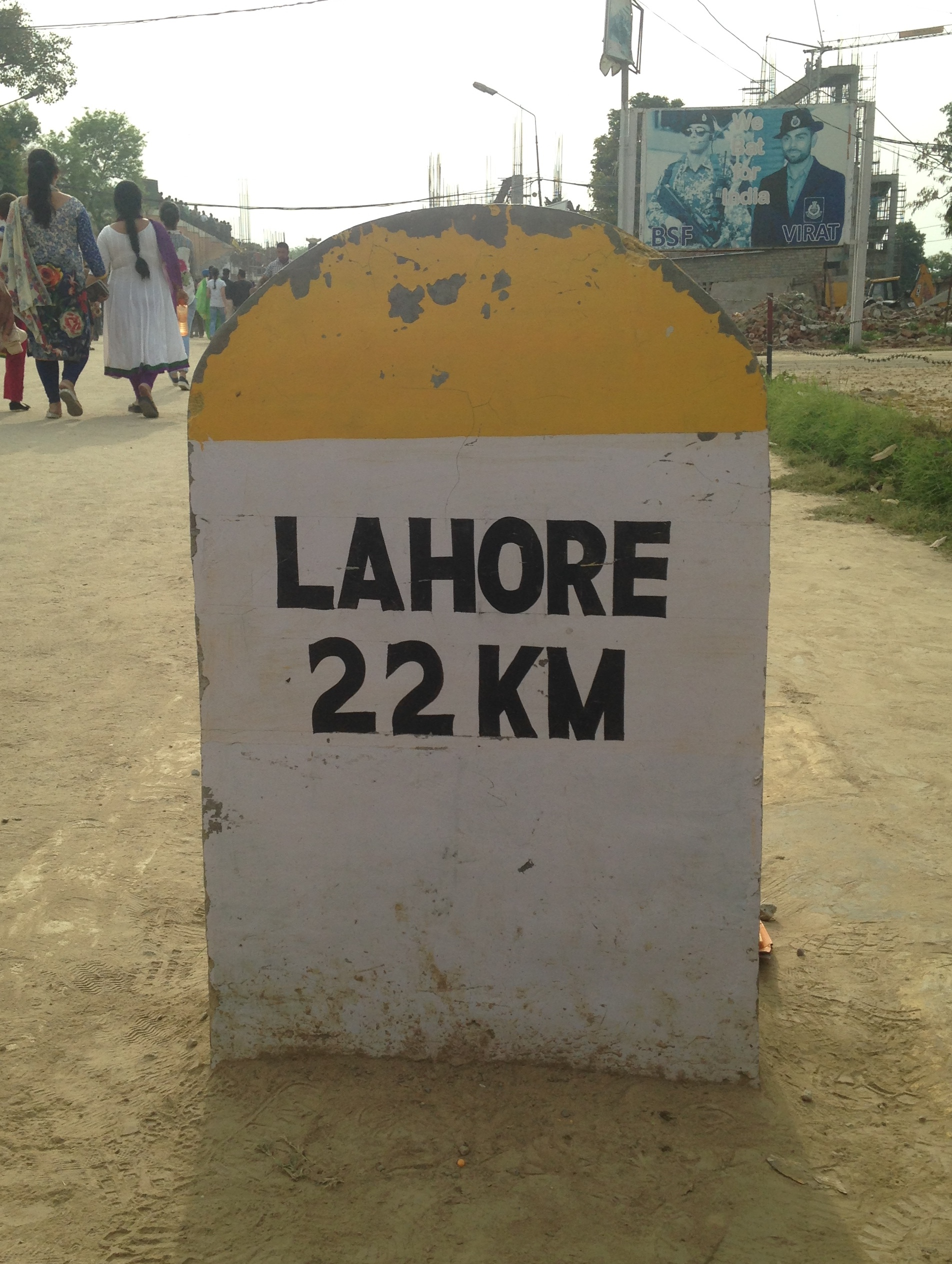
在瓦加邊境附近的里程碑
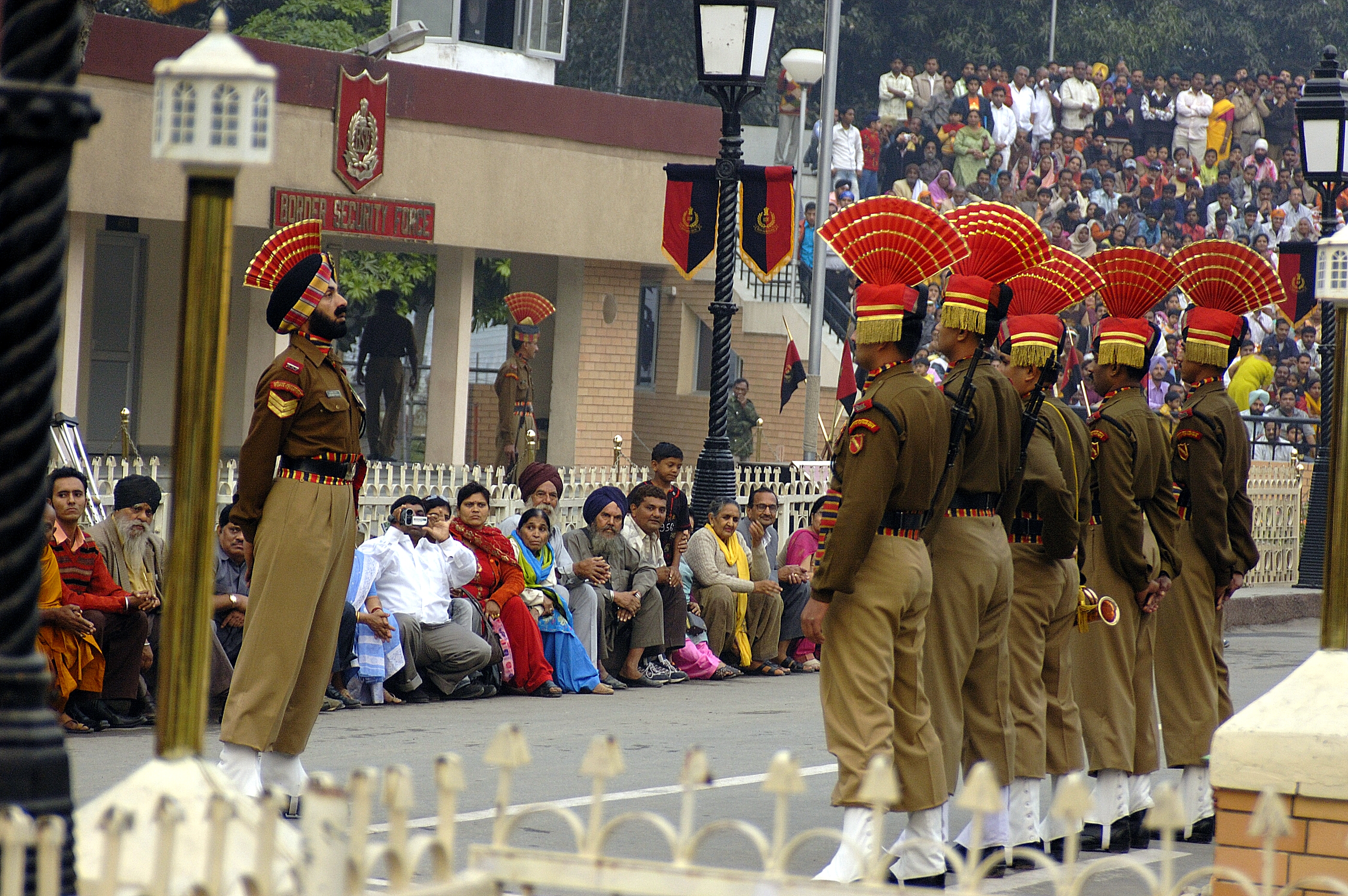
駐守於瓦加的印度邊境安全部隊（BSF）
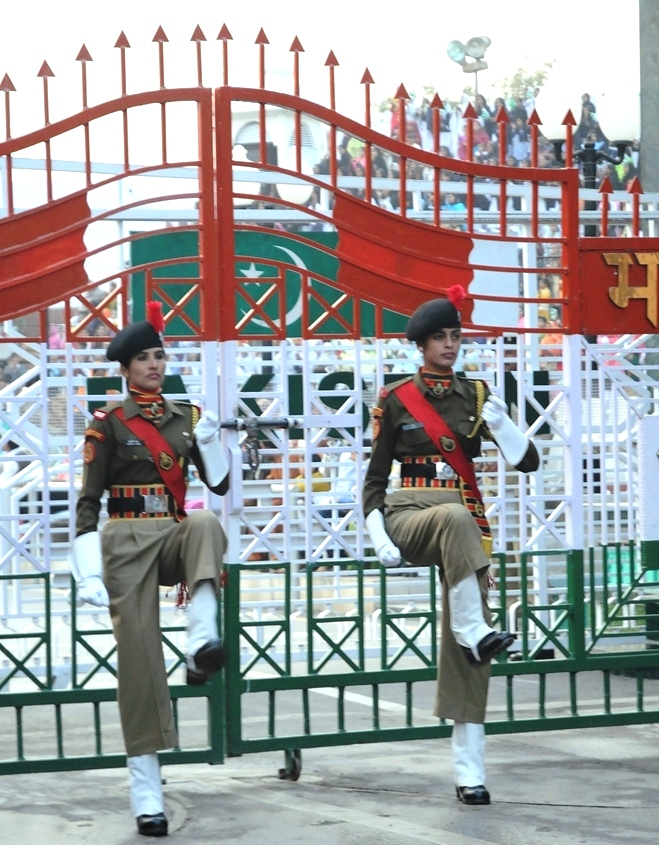
駐守於瓦加的印度邊境安全部隊（BSF）女性衛兵